# Majláth Mihály (1895-1930?)
Majláth Mihály (Győrrévfalu, 1895. november 17. – ?) a két világháború közötti időszak egyik legismertebb motorkerékpár-kereskedője. Első üzlethelyisége később a Mátra motorkerékpárok központja lett.

## Élete

### Származása
1895. november 17-én Győrrévfaluban született. Édesapja, Majláth József édesanyja pedig Kocsis Mária volt. Majláth Mihály -valószínűleg- az első világháború során került Budapestre, mint műszerész. Vaspöri Ferencz egykori varrógép- és kerékpár-kereskedő Hunyadi tér 12. alatti üzletét vette át, amelyet a háború után az özvegy üzemeltetett. Az özvegy, az 1891-ben született Zurián Katalin, aki nevét nemsokára Majláth Mihálynére átváltoztatta.

### Tevékenysége
Majláth kezdetben motorkerékpárok javításával foglalkozott. 1922-ben váltotta ki az automobiljavító és szerelő iparigazolványt, majd 1924-ben bejegyeztette a vállalkozását. Ekkor főleg brit gyártmányú motorkerékpárokat árusított.
Övé volt a Triumph, a Cotton és a Francis-Barnett képviselete is. 1926 tavaszán megkapta a Harley képviseleti jogot, s eme alkalomból készült fotó is az üzletről. Az Automobil Motorsport 1926 augusztusában fényképes hírben jelentette be, hogy megérkezett az egyik -legelső- Harley-Davidson szállítmány Amerikából.

### Vezetőváltás
1930-tól a Hunyadi téri üzlet működtetését hűséges munkatársa, Urbach László kezdte el működtetni. Urbach a harmincas években több márkával is foglalkozott, mint például: BSA, Triumph, stb. A 30-as évek| végén itt születtek meg a Mátra motorkerékpár tervei is, s itt volt a cég központja is, egyaránt! Az államosítást követően az üzlethelyiség az V. számú Autójavító Nemzeti Vállalat tulajdonába került. 1970-től kezdve itt működött a Tefu központja.